# Battaglia di Cape Girardeau
La battaglia di Cape Girardeau è stata un episodio della guerra di secessione americana durante il quale le esercito confederato, guidato dal brigadiere generale Marmaduke, inseguì le truppe nordiste del brigadiere generale John McNeil ma venne sconfitto.

## Contesto
Marmaduke iniziò il suo secondo raid in Missouri partendo dall'Arkansas del nord-est il 18 aprile 1863 con lo scopo di impossessarsi dei rifornimenti di cui aveva bisogno per le sue truppe, molte delle quali non era sufficientemente armata. Marmaduke temeva che, se non avesse portato con sé tutti suoi uomini (anche quelli privi di armi), questi avrebbero disertato e decise dunque di portare tutti con sé.
Marmaduke organizzò la sua divisione di circa 5 000 soldati in due colonne, ognuna delle quali era composta da due brigate. Il colonnello George W. Carter guidava una delle due colonne, composta da una brigata sotto il colonnello Colton Greene e da un'altra guidata da Carter stesso. L'altra colonna, guidata dal colonnello Joseph O. Shelby, era composta da una brigata sotto il comando del colonnello George W. Thompson e da un'altra sotto il comando del colonnello John Q. Burbridge. La divisione aveva in tutto tra gli otto e i dieci pezzi d'artiglieria.
Marmaduke ordinò alla colonna di Carter di avanzare verso Bloomfield e di conquistarne il presidio nordista che era comandato dal brigadiere generale John McNeil. Marmaduke e Shelby andarono verso nord a Fredericktown per intercettare l'eventuale ritirata di McNeil. 
Shelby arrivò a Fredericktown il 22 aprile 1863. Carter raggiunse Bloomfield il giorno (dopo aver perso molto tempo per attraversare un acquitrino) e quando arrivò scoprì che McNeil aveva distrutto e abbandonato il presidio e si era ritirato verso Cape Girardeau, dove arrivò il 24 aprile.
Carter, disobbedendo agli ordini ricevuti, inseguì McNeil e il 25 aprile arrivò a Cape Girardeau. Carter inviò una lettera a McNeil chiedendone la resa e per incutere paura dal nemico la firmò a nome del maggiore generale Sterling Price nella speranza che McNeil pensasse che il comandante sudista fosse nei paraggi. McNeil però rifiutò di arrendersi e Carterchiese aiuto a Marmaduke.

## La battaglia
Nella notte del 25 aprile McNeil ordinò l'evacuazione delle donne e bambini presenti a Cape Giradeau e ricevette rinforzi via fiume.
All'alba del 26 aprile la colonna confederata di Shelby arrivò a Cape Girardeau e alle 10 del mattino di quel giorno Marmaduke lanciò l'attacco.
Dopo quattro ore di combattimenti Marmaduk fu costretto a ritirarsi verso Jackson e da lì fece ritorno in Arkansas.